# Stoyan Kolev
Stoyan Kolev (Sliven, 3 de fevereiro de 1976) é um ex-futebolista profissional búlgaro que atuava como goleiro.

## Carreira
Stoyan Kolev integrou a Seleção Búlgara de Futebol na Eurocopa de 2004.